# Wolodymyrez
Wolodymyrez (ukrainisch Володимирець; russisch Владимирец/Wladimirez, polnisch Włodzimierzec) ist eine Siedlung städtischen Typs in der westukrainischen Oblast Riwne mit etwa 9000 Einwohnern. Sie war bis Juli 2020 Verwaltungszentrum des gleichnamigen Rajons Wolodymyrez und ist etwa 90 Kilometer nördlich der Oblasthauptstadt Riwne gelegen.

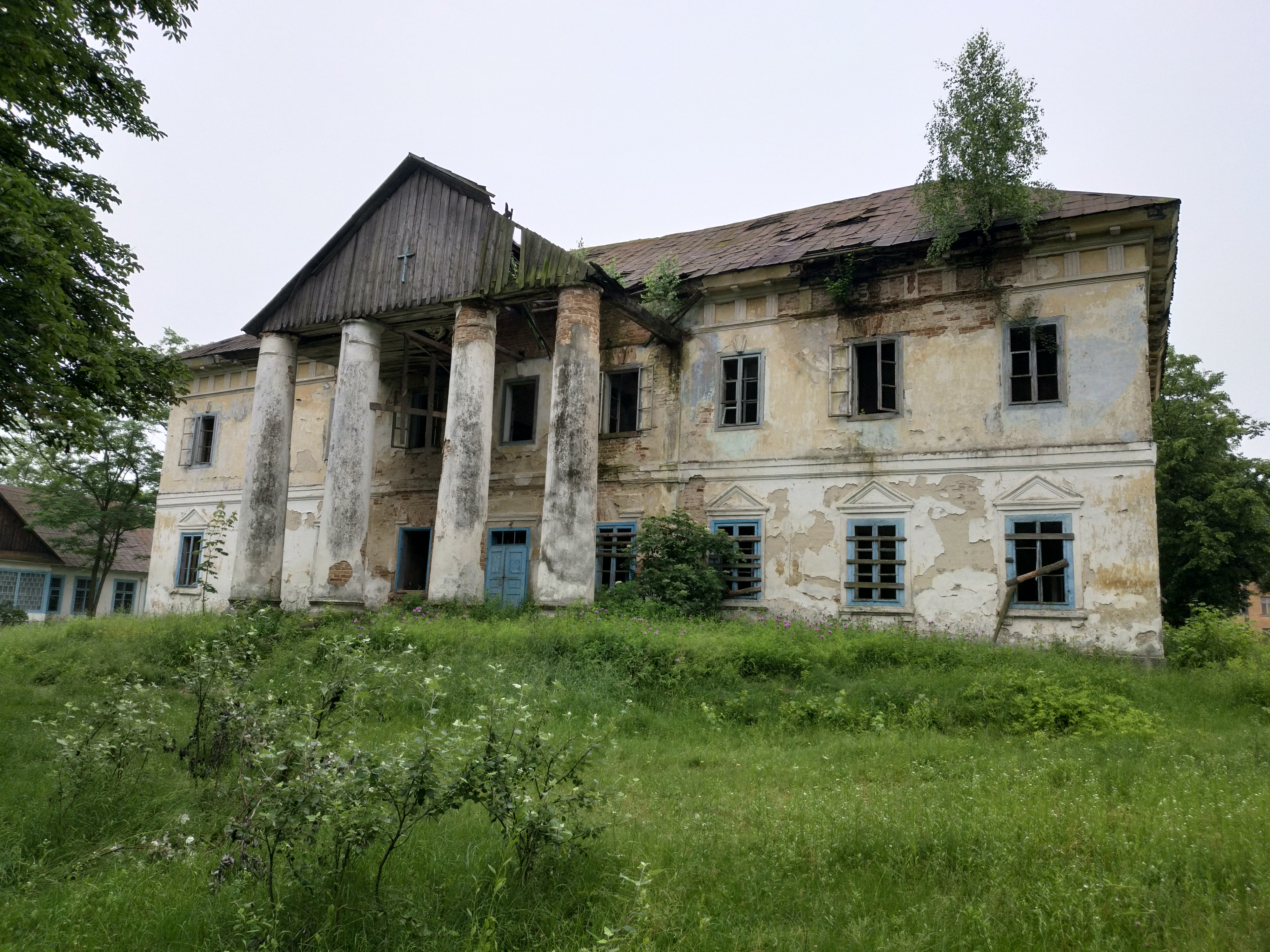
Landschloss im Ort

## Geschichte
Der Ort wurde 1570 zum ersten Mal schriftlich erwähnt, erhielt 1667 das Magdeburger Stadtrecht und war als Teil der Adelsrepublik Polen-Litauen in die Woiwodschaft Wolhynien eingebunden. Nach der 3. Teilung Polens kam der Ort 1795 zum Russischen Reich in das Gouvernement Wolhynien. Nach dem Ende des Ersten Weltkrieges wurde der Ort ein Teil der Zweiten Polnischen Republik (Woiwodschaft Wolhynien, Powiat Sarny), nach dem Ausbruch des Zweiten Weltkrieges wurde das Gebiet durch die Sowjetunion und ab 1941 durch Deutschland besetzt, 1945 kam es endgültig zur Sowjetunion und wurde in die Ukrainische SSR eingegliedert. Seit der Unabhängigkeit der Ukraine 1991 ist Wolodymyrez ein Teil derselben. Seit 1957 hat der Ort den Status einer Siedlung städtischen Typs.

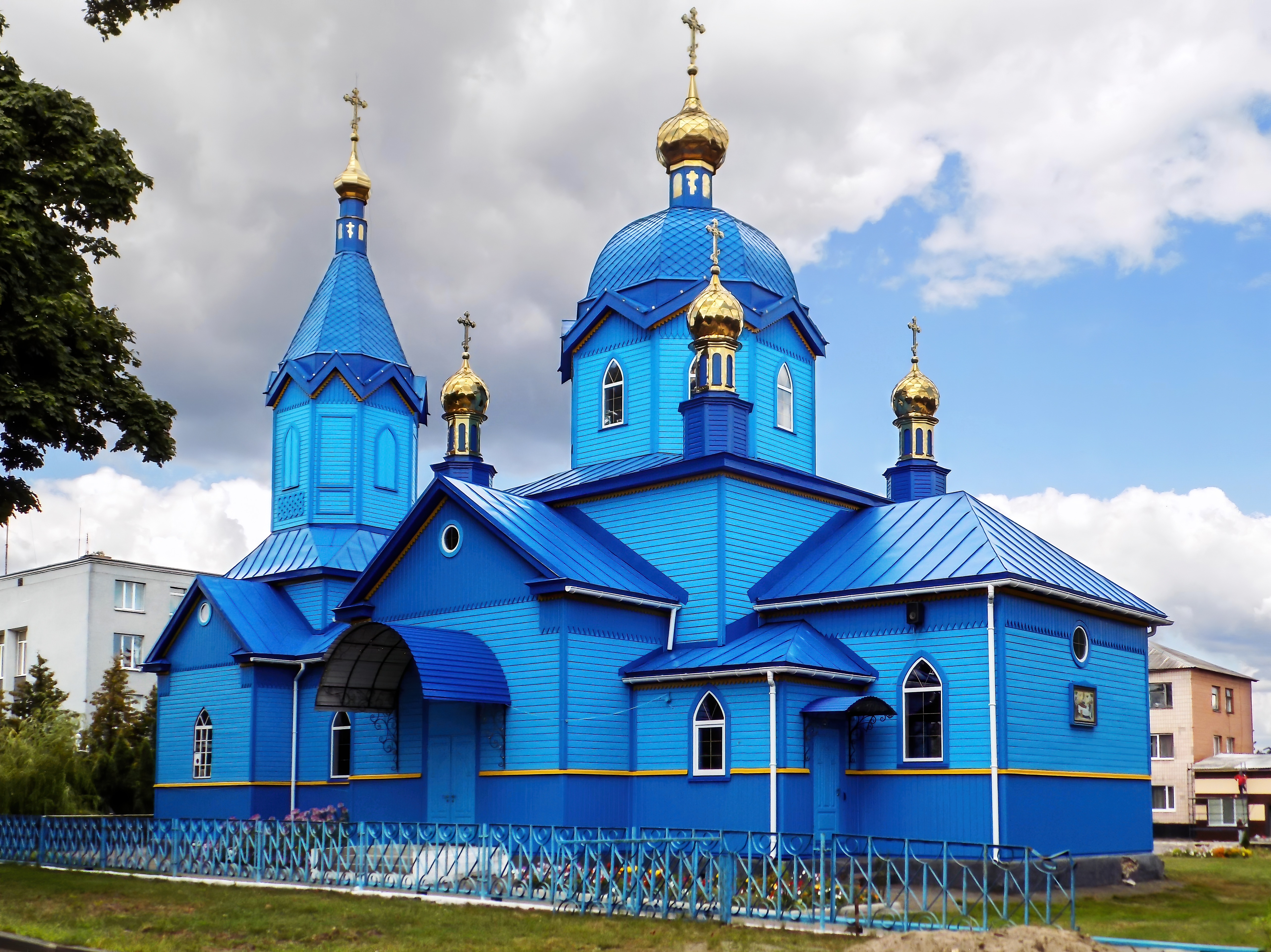
Hölzerne Kirche im Ort

## Verwaltungsgliederung
Am 12. Juni 2020 wurde die Siedlung städtischen Typs zum Zentrum der neugegründeten Siedlungsgemeinde Wolodymyrez (Володимирецька селищна громада Wolodymyrezka selyschtschna hromada). Zu dieser zählen auch die 21 in der untenstehenden Tabelle aufgelistetenen Dörfer, bis dahin bildete die Siedlung die gleichnamige Siedlungsratsgemeinde Wolodymyrez (Володимирецька селищна рада/Wolodymyrezka selyschtschna rada) im Zentrum des Rajons Wolodymyrez.
Am 17. Juli 2020 wurde der Ort Teil des Rajons Warasch.
Folgende Orte sind neben dem Hauptort Wolodymyrez Teil der Gemeinde:
| Name                     | Name             | Name                                      | Name                         | Name |
| ukrainisch transkribiert | ukrainisch       | russisch                                  | polnisch                     |      |
| ------------------------ | ---------------- | ----------------------------------------- | ---------------------------- | ---- |
| Berestiwka               | Берестівка       | Берестовка (Berestowka)                   | Łupisuki                     |      |
| Bile                     | Біле             | Белое (Beloje)                            | Biała                        |      |
| Byschljak                | Бишляк           | Бышляк                                    | Byszlak                      |      |
| Chynotschi               | Хиночі           | Хиночи (Chinotschi)                       | Chinocze                     |      |
| Dowhowolja               | Довговоля        | Долговоля (Dolgowolja)                    | Długowola                    |      |
| Krasnosillja             | Красносілля      | Красноселье (Krasnoselje)                 | Pieczonky                    |      |
| Ljubachy                 | Любахи           | Любахи (Ljubachi)                         | Lubachy                      |      |
| Luko                     | Луко             | Луко                                      | Łuka                         |      |
| Lypne                    | Липне            | Липно (Lipno)                             | Lipno                        |      |
| Mali Telkowytschi        | Малі Телковичі   | Малые Телковичи (Malyje Telkowitschi)     | Ciołkowicze Małe, Stara Wieś |      |
| Nowosilky                | Новосілки        | Новосёлки (Nowosjolki)                    | Ciołkowicze Małe, Nowosiółki |      |
| Ostriwzi                 | Острівці         | Островцы (Ostrowzy)                       | Ostrowce                     |      |
| Polowli                  | Половлі          | Половли (Polowli)                         | Połowla                      |      |
| Radyschewe               | Радижеве         | Радыжево (Radyschewo)                     | Radyżów                      |      |
| Schowkyni                | Жовкині          | Жовкини (Schowkini)                       | Żołkinie                     |      |
| Selene                   | Зелене           | Зелёное (Seljonoje)                       | Andruha                      |      |
| Selenyzja                | Зелениця         | Зеленица (Seleniza)                       | Zielenica                    |      |
| Stepanhorod              | Степангород      | Степангород (Stepangorod)                 | Stepangród                   |      |
| Tschudlja                | Чудля            | Чудля                                     | Czudla                       |      |
| Welyki Telkowytschi      | Великі Телковичі | Великие Телковичи (Welikije Telkowitschi) | Ciołkowicze Wielkie          |      |
| Woronky                  | Воронки          | Воронки (Woronki)                         | Woronki                      |      |

## Persönlichkeiten
- Elieser Schostak (1911–2001), israelischer Politiker
- Lessja Zurenko (* 1989), Tennisspielerin